# Жуан Ґімараїнш Роза
Жуа́у (Жуа́н) Ґімара́їнш (Ґімарайнс, Ґімарайнш) Ро́за (порт. João Guimarães Rosa; нар. 27 червня 1908, Кордізбургу, штат Мінас-Жерайс - пом. 19 листопада 1967, Ріо-де-Жанейро) - бразильський письменник.

## Роки життя і творчість
Гімараїнш Роза народився в муніципалітеті Кордізбургу (порт. Cordisburgo). Він був старшим з шести дітей. Батьки: Флордуарду Пінту Роза (порт. Florduardo Pinto Rosa) і Д. Франсішка Гімараїнш Роза (порт. D. Francisca Guimarães Rosa).
Гімараїнш Роза був самоучкою в багатьох областях, з дитинства вивчав багато мов, починав з вивчення французької мови, коли йому ще не було семи років, про що сказав в інтерв'ю:
| «Розмовляю: португальською, німецькою, французькою, англійською, іспанською, італійською, есперанто, трохи російською; читаю: шведською, голландською, латинською та грецькою (але зі словником під рукою); розумію деякі німецькі діалекти; я вивчав граматику: угорської, арабської, санскриту, литовської, польської, тупі, івриту, японської , чеської, фінської, данської; поверхнево вивчав інші мови. Але все на базовому рівні. Думаю, що вивчення духу і механізму інших мов допомагає набагато глибше зрозуміти рідну мову. Взагалі, однак, я вчився заради задоволення, насолоди Оригінальний текст (порт.) «Falo: português, alemão, francês, inglês, espanhol, italiano, esperanto, um pouco de russo; leio: sueco, holandês, latim e grego (mas com o dicionário agarrado); entendo alguns dialetos alemães; estudei a gramática: do húngaro, do árabe, do sânscrito, do lituano, do polonês, do tupi, do hebraico, do japonês, do checo, do finlandês, do dinamarquês; bisbilhotei um pouco a respeito de outras. Mas tudo mal. E acho que estudar o espírito eo mecanismo de outras línguas ajuda muito à compreensão mais profunda do idioma nacional. Principalmente, porém, estudando-se por divertimento, gosto e distração. » |

Ще в дитинстві він переїхав в будинок свого дідуся і бабусі в Белу-Оризонті, там закінчив початкову школу. Подальше навчання почав у школі Santo Antônio (Святий Антоніу) в Сан-Жуан-дел-Рей, але незабаром повернувся в Белу-Оризонті, де і закінчив навчання. В 1925 році, у віці 16 років, він подав заяву на зарахування на медичний факультет університету Мінас-Жерайс.
27 червня 1930 року Гімараїнш Роза одружився з 16-річною Лі́жією Кабрал Пенна (Lígia Cabral Penna). Доньки: Вілма (Vilma) і Агніш (Agnes). У тому ж році закінчив навчання і почав займатися медичною практикою в муніципалітеті Ітагуара (Itaguara), потім в муніципалітеті Ітауна ( Itauna) в штаті Мінас-Жерайс. Проживав там близько двох років, у ці роки вперше познайомився з елементами сертана (бразильських степів), що стали джерелом і натхненням для багатьох його робіт.
Повернувшись з Ітагуару, Гімарайнш Роза працював лікарем-добровольцем в народному ополченні (порт. Força Pública) під час «конституціоналістської революції» 1932 року, очолюючи т.зв. сектор Тунелю (порт. setor do Túnel) в муніципалітеті Паса-Куатру (Passa-Quatro, штат Мінас-Жерайс). Там він зустрівся з майбутнім президентом Жуселіну Кубічек, в той час працював головним лікарем. Пізніше, здавши іспит, він став чиновником. В 1933 році переїхав муніципалітет Барбасена (Barbacena) працював в лікарем в 9-му піхотному батальйоні (порт. Oficial Médico do 9 º Batalhão de Infantaria). Велику частину життя працював дипломатом у Європі та Латинській Америці.
В 1963 році одноголосно обраний членом Бразильської академії літератури, але прийняв пропозицію тільки через 4 роки, всього за три дні до своєї таємничої смерті в Ріо-де-Жанейро від, серцевого нападу. Про його смерть є згадка в романі «Стежки за великим сертаном»: поет Ріобалду уклав угоду з Люцифером (той, що несе світло, LUX + FERO), щоб усунути Гермогена із сертану (метафора про літературу). За це він повинен був продати свою душу.
Гімарайнш Роза помер на піку своєї дипломатичної та літературної кар'єри у віці 59 років.

## Творчість
Гімарайнш Роза писав новели та оповідання. Його творчість вдихнуло нове життя в бразильську літературу середини XX століття.
Роман «Великий сертан: стежини» (1956) удостоєний багатьох національних премій, приніс автору світову славу. Написаний у вигляді монологу селянина.
Книга віршів Магма (1936) отримала премію Бразильської літературної академії, але не була опублікована за життя автора.

## Твори
- 1929: Мисливець на оленів
- 1936: Magma (книга віршів) Магма
- 1946: Sagarana
- 1947: Ковбой з Маріано
- 1956: Тіло танцівника
- 1956: Великий сертан: стежини
- 1962: Перша історія
- 1964: Спільне поле
- 1965: Ночі в пустелі (книга)
- 1967: Тутамейя - третя історія
- 1969: Ці розповіді (посмертно)
- 1970: Радуйся, Слово (посмертно)